# Distretto di Ghormach
Il distretto di Ghormach è un distretto nella provincia del Badghis, in Afghanistan. Il centro amministrativo del distretto è Ghormach.

## Popolazione
La popolazione, stimata in 52.566 abitanti nel 2003, è prevalentemente Pashtun (97%) con minoranze di tagiki (2%) e Baluchi (1%).

## Politica
Dopo la caduta dei talebani nel 2001 nel distretto di Ghormach si è registrato un aumento della produzione di oppio, sebbene il governo di Hamid Karzai abbia fatto dei progressi nel combattere questo mercato a partire dal 2007.
Il 16 dicembre 2007 l'allora governatore del distretto, Moalem Nooruddin, venne catturato dai talebani. A partire dal 2007 la maggior parte del distretto è sotto il controllo dei talebani.

## Geografia fisica
Il distretto di Ghormach occupa un'area di 2.083 km2 e conta un centinaio di villaggi.
Confina a nord con il Turkmenistan, a ovest e a sud con il distretto di Murghab e a est con la Provincia di Faryab.

## Educazione
Nel distretto vi sono 13 scuole elementari, 2 scuole medie e un liceo.